# 颱風巨爵 (2015年)
颱風巨爵 （英語：Typhoon Koppu，國際編號：1524，聯合颱風警報中心：WP242015，菲律賓大氣地球物理和天文服務管理局：）是2015年太平洋颱風季第24個被命名的風暴。「巨爵」（コップ）一名是由日本所提供，即巨爵座。
巨爵是一個強度相當猛烈，而路徑難以預測的熱帶氣旋。巨爵在登陸菲律賓呂宋前兩度快速增強，對當地構成重大威脅，而西風槽卻在巨爵橫掃呂宋之時打擊副熱帶高壓脊，結果原先高速逼近的巨爵登陸後卻緩慢移動，帶來極具破壞性的風力之餘，更使當地暴雨連綿不斷，造成嚴重水災。北半球入秋後的西風槽向來詭譎難測，令巨爵於橫過呂宋時的路徑倍添變數，各大電腦數值預報模式對巨爵穿越菲律賓時的預測路線落差巨大及搖擺不定，甚至在巨爵整個生命史內，從未出現路徑近乎一致的集合預報，每一次集合預報顯示的預測路線皆極為分散。各官方氣象報門預計巨爵肆虐呂宋後會北上侵襲臺灣，然而這預測未有實現，原因正是巨爵長時間徘徊呂宋附近一帶，導致其結構不斷遭當地地形磨蝕，而最終巨爵在呂宋海峽上空減弱為低壓區，其殘餘低壓區重返西北太平洋，並移至硫磺島附近後消散。由于巨爵在菲律宾造成严重伤亡和破壞，所以在第48次世界气象组织台风委员会会议中被永久退役，由「小熊」替代，指的是小熊座。

## 發展過程

### 高速西進
踏入10月，熱帶輻合帶在西北太平洋上空非常活躍，副熱帶高壓脊所挾帶之東北信風不斷與跨赤道的西南季候風匯聚，一個低壓區於2015年10月11日在楚克東北面海域上生成，美國海軍研究實驗室給予熱帶擾動編號91W。西北太平洋海水炎熱，海面溫度達30 °C（86 °F）左右，提供龐大能量，雖然垂直風切變頗強，使該低壓區的發展受阻，但該系統仍能快速整合，在一兩日之內已呈現熱帶氣旋之雛形，低層環流中心形成，螺旋性漸變明顯，獲編配熱帶擾動編號後不久，日本氣象廳於當日早上8時已率先把該系統升級成熱帶低氣壓，並在隔日（12日）凌晨2時發出烈風警報，臺灣中央氣象局則在同日早上8時跟隨升格為熱帶性低氣壓，而聯合颱風警報中心亦同時對其發出熱帶氣旋形成警報，至13日上午11時正式作出此項升格，並給予編號24W。臺灣中央氣象局在當晚8時把該系統升格為輕度颱風，日本氣象廳也在50分鐘後（晚上8時50分）把該熱帶低氣壓正式升格為熱帶風暴，並命名為巨爵，給予國際編號1524。與此同時，巨爵進入香港天文台責任範圍，該部門緊接在晚上9時45分把巨爵升級成熱帶風暴，聯合颱風警報中心亦緊隨其後，在晚上11時作出此項升格。由於副熱帶高壓脊支配西北太平洋，其南面強勁的偏東引導氣流驅使巨爵在當日採取偏西路徑，時速22至25公里；而系統北面有一個高空反氣旋帶來強勁的高空輻散，但垂直風切變仍頗強，繼續阻礙巨爵的發展，令巨爵的結構較為散亂。
各官方氣象部門近乎一致地預計巨爵隨後5日內穩定西進，直趨菲律賓呂宋；但數值預報模式對巨爵的路徑分歧甚大，既有預計巨爵於呂宋附近滯留後轉為北上，移向臺灣及琉球群島一帶的預報，亦有預料巨爵移入南海才減速和轉向，並吹襲华南地区的預測，甚或有部份預報顯示巨爵尚未逼近呂宋就會急轉彎，折返西北太平洋。預報落差極大的原因是將會有一道西風槽使副熱帶高壓脊東退甚至斷裂，可是西風槽的強度變數太大，對副熱帶高壓脊、風暴路徑的影響亦因而存在相當大的不確定性。巨爵的結構在14日繼續受垂直風切變破壞，系統增強趨勢停頓，組織維持鬆散，甚至出現高低層分離，低層環流中心徹底暴露，深層對流向西切離。此情況全日維持，至翌日（15日）才有所改善，螺旋雲帶開始修復低層環流中心，填補缺乏對流的東北、東南象限，並逐漸組成中心密集雲團，巨爵的強度因而恢復上升，日本氣象廳率先在下午2時50分把巨爵升格為強烈熱帶風暴，中國國家氣象中心和香港天文台分別在下午5時半及6時45分跟隨升格。

### 預報搖擺不定
處於強勢的副熱帶高壓脊繼續引領巨爵迅速西移，時速約20公里，向呂宋長驅直進；然而西風槽帶來的不明朗因素仍然存在，雖然大多數官方部門也評估巨爵會在呂宋上空或西岸減速及北上，但是各數值預報模式對巨爵的未來動向持續有巨大差異，當中歐洲中期天氣預報中心由原先預期巨爵在呂宋東岸北上及侵襲臺灣，改為預料巨爵移入南海和直撲廣東東部或福建。不過各部門都一致預測，隨著巨爵移近菲律賓，垂直風切變將有所緩和，令巨爵進入更有利發展的環境，從而顯著加強，此情況下如果巨爵沒有提前拐彎，就會對呂宋構成重大威脅。事實上巨爵在當晚已擺脫風切變影響，開始快速增強，「雲捲風眼」顯現在衛星雲圖上，日本氣象廳在晚上11時50分先行把巨爵升級為颱風，較採用1分鐘平均風速、門檻最寬鬆的聯合颱風警報中心，和使用2分鐘平均風速的中國國家氣象中心更早作出升格，情況罕見。香港天文台、聯合颱風警報中心和中國國家氣象中心到翌晨（16日）才跟隨，相繼於凌晨3時45分、5時正及5時半把巨爵升為颱風，而臺灣中央氣象局亦要到早上8時才把巨爵升格為中度颱風。當日巨爵仍穩步西進，直逼呂宋，不過減速至每小時12公里；巨爵的加強速度亦略有放緩，雖已達颱風級數近一整日，但風眼遲遲未開啟，不過中國國家氣象中心仍在當晚11時25分把巨爵進一步升格為強颱風，香港天文台至17日凌晨1時45分跟隨。
在西風槽強度仍然難料的情況下，各官方氣象部門和電腦數值預報模式的預測一直有大差距和搖擺不定，光是巨爵出海的位置已由呂宋西岸到巴林坦海峽之間不斷改動，聯合颱風警報中心連續多報均指出對預測路徑信心不大。繼歐洲中期預報中心後，全球預報系統（GFS）亦在16日下午把巨爵的預測路徑大幅向西調整，且較歐洲中期預報中心更偏西，預計巨爵會採取西北至西北偏西路徑，緩慢移向珠江口西面沿岸；可是到17日早上一度捨棄此預報，改為預期巨爵在恆春半島以西掠過，進入臺灣海峽，期後該系統幾乎每次更新都在這兩個預報之間反覆改變。與此同時，歐洲中期預報中心也放棄較早前預計巨爵向廣東東部至福建的預報，恢復預料巨爵北行至臺灣以東海域。當日上午巨爵終於打開一個細小風眼，在可見光衛星雲圖上若隱若現，同時受惠於水溫超過攝氏31度的炎熱海水，巨爵強度又再急升，中國國家氣象中心和香港天文台先後在下午2時50分及3時半把巨爵升級成超強颱風。入夜後其「針眼」擴大，並於紅外線衛星雲圖上變得清晰可見，是巨爵急劇增強的證明；只是於菲律賓的雷達顯示，巨爵的眼壁仍有缺口，最猛烈的對流集中在西面眼壁，不過在接近午夜時，眼壁缺口被修補，漸變完整和紮實。因應巨爵的臨岸爆發性增強，聯合颱風警報中心在當晚11時把巨爵升為超級颱風，臺灣中央氣象局亦在翌日（18日）凌晨2時把巨爵升級成強烈颱風，但分別僅維持6小時。

### 徘徊呂宋
在巨爵即將登陸呂宋之際，其深層對流比中心明顯向西偏離，率先翻越馬德雷山脈。菲律賓大氣地球物理和天文服務管理局表示，巨爵於18日凌晨4時登陸奧羅拉省卡西古蘭。此後在地形摩擦下，巨爵轉趨減弱，眼壁崩塌、風眼變得模糊不清，聯合颱風警報中心於凌晨5時把巨爵降級為颱風，與此同時中國國家氣象中心亦把巨爵降級為強颱風，香港天文台都在上午9時半跟隨降格，至於臺灣中央氣象局則在早上8時把巨爵降格為中度颱風，這反映巨爵的巔峰時期到此為止。隨著西風槽開始打擊副熱帶高壓脊，使巨爵失去引導氣流並陷入鞍形氣壓場，巨爵在日間一如預期，移動變得緩慢，甚至在呂宋島上近乎原地打轉、停滯不前。持續的地形摩擦對巨爵的結構造成嚴重破壞，使巨爵快速減弱，其「雲塞風眼」被完全填塞，中國國家氣象中心和香港天文台分別在下午5時半及6時半把巨爵降格為颱風。由於低層環流中心變得難以辨認，但巨爵又有別於與其他登陸菲律賓或臺灣的熱帶氣旋，遲遲未能確定是否出現環流重整，各官方氣象部門對巨爵的實時定位出現分歧，這差異在當晚8時的定位資料中更變得明顯——日本氣象廳評估巨爵的中心尚未越過馬德雷山脈，定位最偏東，而香港天文台、中國國家氣象中心及臺灣中央氣象局則評定巨爵的低層中心在山脈上空；聯合颱風警報中心則是首間表示巨爵已經出海的部門，定位因而最偏西，可是該中心特別指出對定位信心不大。
19日凌晨開始，巨爵有對流在呂宋西岸爆發，顯示其中心正離開呂宋島。香港天文台、中國國家氣象中心和臺灣中央氣象局評估巨爵的中心以偏西北路徑翻山越嶺，在日出時份移入南海；而日本氣象廳則需把巨爵重新定位，因而顯得巨爵突然高速西進，聯合颱風警報中心則表示巨爵前一晚出海後開始北移。除了地形摩擦外，南海的風切變亦明顯較強，兩者夾擊使巨爵的強度進一步下降，其旺盛的對流亦再次向西切離，臺灣中央氣象局在早上8時把巨爵降格為輕度颱風，而日本氣象廳、中國國家氣象中心和香港天文台亦緊隨其後，相繼在8時40分、50分及上午9時半把巨爵降級為強烈熱帶風暴，但聯合颱風警報中心直至當晚11時才把巨爵降格為熱帶風暴，明顯較其他部門滯後。巨爵的強度雖已銳減，但仍有一定內力，在引導力量仍然微弱的環境中緩緩向偏北移動。各官方氣象部門預計巨爵將出現一段偏東路徑，再度登陸呂宋，然後移入呂宋海峽及北上侵襲臺灣，原因是預料短期內會有赤道反氣旋建立，帶來西南引導氣流，而在巨爵進入呂宋海峽後，隨著西風槽減弱消散及另一熱帶氣旋薔琵繞過副熱帶高壓脊西側，該高壓脊將重新向西伸展；可是副熱帶高壓脊重建的時間未能準確預測，令數值預報模式對巨爵的預測路徑依然極為分散，西至廣東沿岸，東至琉球群島。可是巨爵一直以時速8至10公里向東北偏北推進，沿岸邊移動而未有出現更大的東向量，至20日早上已抵達北伊羅戈省對開海域，再次於呂宋登陸的預報落空。此時巨爵的中心密集雲團已在地形和風切變的長期共同影響下逐步瓦解，日本氣象廳首先在凌晨2時45分把巨爵降級為熱帶風暴，中國國家氣象中心和香港天文台先後在早上8時半及上午9時半作出此項降格。

### 折返西北太平洋
各部門預期的偏東路徑最終在20日晚間出現，巨爵在移入巴林坦海峽後東折，移動仍然緩慢。長時間的地形及風切變使巨爵的結構嚴重受損，強度不斷被削弱，衛星雲圖上可見巨爵已失去深層對流，反映巨爵正步入末路。中國國家氣象中心在翌日（21日）凌晨5時半把巨爵降級為熱帶低壓，香港天文台在早上7時45分跟隨。雖然數值預報模式集合預報仍呈現極為分散的路徑，但是預測前往華南的路徑有所減少，而在臺灣以東海域掠過、轉向接近琉球群島的預測漸成主流，這使各官方部門都把預測路徑向東調整；不過巨爵強度已大不如前，而呂宋海峽至臺灣以東海域的海水潛熱亦遠遠不及菲律賓以東海域，因此各部門均研判巨爵無法重新組織，隨後數日只能維持在熱帶低氣壓至熱帶風暴強度，聯合颱風警報中心更預算巨爵會在兩三日內減弱為低壓區，甚至表示巨爵消散的時間可能比預期還要早，結果該中心在上午11時亦把巨爵降格為熱帶低氣壓，同時發出最後警告，而中國國家氣象中心在較早前於早上8時已先行宣佈停編，與先前降為熱帶低壓的時間相距不足3小時。至於臺灣中央氣象局及日本氣象廳則分別要到下午2時及3時10分才跟隨降格為熱帶低氣壓。當晚巨爵的環流已完全不成形，對流雲帶近乎殆盡，香港天文台在晚上9時45分把巨爵降格為低壓區，臺灣中央氣象局與日本氣象廳則分別於22日下午2時、23日早上8時跟隨降格。隨後數日，巨爵的殘餘低壓區加速向東北偏東移動，返回西北太平洋，最終在10月26日移至硫磺島附近海域時減弱消散。

## 影響

### 菲律賓
當地發出之最高風暴信號：四號風暴信號
因應巨爵開始急劇增強並以高速逼近呂宋，菲律賓大氣地球物理和天文服務管理局在10月15日晚上11時正發出一號風暴信號，當時巨爵集結在巴勒爾灣以東約775公里。隨著巨爵加強為颱風，當局在16日上午11時正發出二號風暴信號，當時巨爵位於巴勒爾灣以東約585公里。此後巨爵繼續西移，直逼呂宋東岸，其外圍雨帶已開始覆蓋菲律賓，當局過了半日後在晚上11時發出三號風暴信號，當時巨爵移至巴勒爾灣以東約410公里。由於巨爵會在呂宋島減速及轉向，其極具破壞性的風力疊加持續暴雨，將對當地構成嚴重威脅，當局在17日下午5時針對奧羅拉省及伊莎貝拉省南部發出四號風暴信號，當時巨爵集結在巴勒爾灣以東約230公里。此時巨爵的中心密集雲團已籠罩呂宋，各地天氣迅速轉壞，有狂風大雨、風勢顯著加強。當局預計巨爵會於翌日（18日）凌晨登陸奧羅拉省沿岸，該處會有最少3米高風暴潮。菲律賓政府嚴陣以待，出動軍隊強制疏散超過6萬名山區及沿岸居民。
巨爵於18日凌晨4時登陸卡西古蘭，全呂宋均受狂風暴雨侵襲，吹颶風程度旋風，海面掀起極巨浪，廣泛地區出現嚴重水浸、山泥傾瀉等。隨著巨爵登陸後強度回落，當局在上午11時解除四號風暴信號。由於巨爵移動變慢，呂宋連續兩日無間斷受到狂風暴雨影響，引發廣泛地區停電及嚴重水浸，部份鄉鎮甚至連對外交通亦告中斷；但同時巨爵亦繼續減弱，當局在19日凌晨5時解除三號風暴信號。風暴至今造成54死、超過50萬人被逼撤離，當中最少7名死者是死於中部海域船隻翻沉。

## 熱帶氣旋警告使用紀錄

### 菲律賓
| 菲律賓大氣地球物理和天文服務管理局 風暴信號 | 菲律賓大氣地球物理和天文服務管理局 風暴信號 | 菲律賓大氣地球物理和天文服務管理局 風暴信號 |
| ------------------------------------------- | ------------------------------------------- | ------------------------------------------- |
| 上一熱帶氣旋                                | 一號風暴信號                                | 下一熱帶氣旋                                |
| 颱風彩虹                                    | 一號風暴信號                                | 颱風茉莉                                    |
| 颱風彩虹                                    | 二號風暴信號                                | 颱風茉莉                                    |
| 颱風天鵝                                    | 三號風暴信號                                | 颱風茉莉                                    |
| 颱風紅霞                                    | 四號風暴信號                                | 颱風莫蘭蒂                                  |

### 中國大陸
| 中國國家氣象中心 颱風預警信號 | 中國國家氣象中心 颱風預警信號 | 中國國家氣象中心 颱風預警信號 |
| ----------------------------- | ----------------------------- | ----------------------------- |
| 上一熱帶氣旋                  | 颱風藍色預警信號              | 下一熱帶氣旋                  |
| 強颱風彩虹                    | 颱風藍色預警信號              | 熱帶低氣壓                    |

### 臺灣
| 中華民國交通部中央氣象局 天氣特報 | 中華民國交通部中央氣象局 天氣特報 | 中華民國交通部中央氣象局 天氣特報 |
| --------------------------------- | --------------------------------- | --------------------------------- |
| 上一熱帶氣旋                      | 熱帶性低氣壓特報                  | 下一熱帶氣旋                      |
| 強烈颱風梅莎                      | 熱帶性低氣壓特報                  | 強烈颱風尼伯特                    |

## 釋義
1. ↑  「垂直風切變」是指比較一垂直高度中的風速及風向差。[3]由於強烈的垂直風切變會干擾對流，使熱帶氣旋的結構受破壞、甚至系統高低層分離，熱帶氣旋必須在垂直風切變較弱的環境才可順利發展。
2. ↑  聯合颱風警報中心會為所有於其責任範圍內形成的熱帶氣旋作出編號，由兩位數及一個英文字母組成。英文字母表示該熱帶氣旋形成的區域，西北太平洋（包括南海、東海）以W表示；而兩位數字則指熱帶氣旋於當年在英文字母所表示的區域內形成次序，換言之「24W」即指巨爵是年內第24個於西北太平洋區域內形成的熱帶氣旋。此編號系統每年重新開始。
3. ↑  作為世界氣象組織指定的西北太平洋區域專責氣象中心，日本氣象廳負責西北太平洋區域內（包括南海、東海）的熱帶氣旋命名工作，每當該部門把一個熱帶低氣壓升格為熱帶風暴時，該部門亦會依照在世界氣象組織颱風委員會上通過的命名表作出命名，同時給予4位數字的國際編號。前兩位為當年公元紀年的最後兩位數（2015），而後兩位代表巨爵是當年被日本氣象廳第24個評級為熱帶風暴的熱帶氣旋。
4. ↑  「中心密集雲團」是達強烈熱帶風暴級別之熱帶氣旋所擁有的一種特徵，在衛星雲圖上所見為一渾圓，集中及具有組織的密集雲區在中心附近旋轉，通常為積雨雲或塔狀積雲，會引致中心附近有雷暴發生。中心密集雲層區之下應有相當明顯而成熟的螺旋雲帶，同時伸展到雲帶之外；當熱帶氣旋進一步增強至颱風程度時，風眼也會開始在此處的中心區域形成。[6]
5. ↑  「雲捲風眼」是熱帶氣旋中心當中，由螺旋雲帶旋捲成之缺乏組織的眼牆，結構看來較不佳。此現象以發生在熱帶氣旋環流中吹西北風象限內者較為普遍，其維持時間隨當時形成熱帶氣旋的氣象環流條件不同而異，出現時間或長或短。[8][9]
6. ↑  低壓系統位於兩個高壓系統之間的地區稱為鞍形氣壓場（或稱氣壓鞍、變形場）。鞍型場的出現正是氣壓高低的相對關係，由於氣壓兩側較高而中間凹入處較四周低，以鞍形作為比喻，故以此為名。當熱帶氣旋位於鞍形場中時，因缺乏明顯的引導氣流，熱帶氣旋將會變得緩慢甚至滯留不動，行徑則不穩定。由於兩個高壓系統皆有導引熱帶氣旋移動的可能性，這使得熱帶氣旋未來行進方向變化多端，因此預測難度較大。鞍形場最常見例子是副熱帶高壓出現弱點時，弱點凹入成鞍形場，凹處有氣流輻合及正渦度環流，形成低壓系統。而弱熱帶擾動在此場則得到適當渦度而可能得以加強。[19][20]
7. ↑  熱帶氣旋自身有一種慣性往極地方向移動的力量，稱為「內力」，與被視為「外力」的引導氣流相對。「內力」與熱帶氣旋強度成正比例，即是會隨熱帶氣旋強度遞增，當熱帶氣旋發展成為一股成熟颱風時，「內力」會強大得足以令北半球的熱帶氣旋的路徑較預期稍為偏北（南半球則相反，稍微偏南）。而在引導氣流微弱的情況下，有足夠內力的北半球熱帶氣旋會向接近正北方向移動（同樣地，南半球相反，採取接近正南路線），2012年颱風韋森特即為一例。

## 外部連結
- （日語）日本氣象廳：1524最佳路徑數據 （页面存档备份，存于）、2015年熱帶氣旋最佳路徑（數據 （页面存档备份，存于）、路徑圖 （页面存档备份，存于））
- （英文）美國聯合颱風警報中心：24W最佳路徑數據 （页面存档备份，存于）、超級颱風巨爵最佳路徑圖
- （简体中文）中國國家氣象中心：2015年熱帶氣旋最佳路徑數據
- （繁體中文）臺灣中央氣象局：颱風資料庫——中度颱風巨爵、巨爵最佳路徑圖
- （繁體中文）香港天文台：2015年10月熱帶氣旋概述 （页面存档备份，存于）、實時天氣稿（10月13日 （页面存档备份，存于）－14日 （页面存档备份，存于）－15日 （页面存档备份，存于）－16日 （页面存档备份，存于）－17日 （页面存档备份，存于）－18日 （页面存档备份，存于）－19日 （页面存档备份，存于）－20日 （页面存档备份，存于）－21日 （页面存档备份，存于））
- （英文）菲律賓大氣地球物理和天文管理局：2015年熱帶氣旋年報 （页面存档备份，存于）